# Berlin – A Concert for the People
Berlin – A Concert for the People – trzeci koncertowy album w dyskografii brytyjskiej grupy rockowej Barclay James Harvest. Płyta została wydana w Wielkiej Brytanii w sierpniu 1983 r. przez wytwórnię Polydor, pod numerem katalogowym POLD 5052 (w Niemczech 2383 638). Materiał na płytę pochodzi z koncertu zarejestrowanego w dniu 30 sierpnia 1980 r., który odbył się na stopniach Reichstagu w ówczesnym Berlinie Zachodnim. Według danych policyjnych koncert zgromadził 175 tysięcy ludzi, ale zapewne zgromadził ok. ćwierć miliona fanów, gdyż był on darmowy i taka informacja widnieje w podziękowaniach zespołu na wewnętrznej kopercie albumu. Z uwagi na fatalną jakość zarejestrowanego materiału album został wydany z dwuletnim opóźnieniem od daty koncertu. W ciągu tych dwóch lat zespół dokonał kilku nakładek studyjnych, aby uzyskać lepszą jakość nagrań.
Na całym świecie album ukazał się pod nazwą Berlin – A Concert for the People, jedynie w Wielkiej Brytanii zamieniono szyk wyrazów umieszczając w tytule nazwę Berlin na samym końcu – „A Concert for the People (Berlin)”.
Album cieszył się dużą popularnością w Niemczech, gdzie przez 2 tygodnie zajmował pozycję pierwszą rankingu Media Control Charts oraz sprzedał się w nakładzie zapewniającym jej status Złotej Płyty

## Lista utworów
| #  | Tytuł                                | Kompozytor  | Czas |
| -- | ------------------------------------ | ----------- | ---- |
| A1 | „Berlin”                             | Les Holroyd | 5:30 |
| A2 | „Loving is Easy”                     | John Lees   | 4:30 |
| A3 | „Mockingbird”                        | John Lees   | 7:23 |
| A4 | „Sip of Wine”                        | Les Holroyd | 4:40 |
| B1 | „Nova Lepidoptera (Science Fiction)” | John Lees   | 6:10 |
| B2 | „In Memory of the Martyrs”           | John Lees   | 7:42 |
| B3 | „Life is for Living”                 | Les Holroyd | 3:58 |
| B4 | „Child of the Universe”              | John Lees   | 5:38 |
| B5 | „Hymn”                               | John Lees   | 5:05 |

## Skład zespołu
- John Lees
- Les Holroyd
- Mel Pritchard

Gościnnie
- Kevin McAlea
- Colin Browne

## Pozycje na listach
| Lista 1982       | Pozycja |
| ---------------- | ------- |
| Lista austriacka | 9       |
| Lista brytyjska  | 15      |
| Lista niemiecka  | 1       |
| Lista norweska   | 14      |

## Certyfikaty
| Kraj          | Certyfikacja | Sprzedaż |
| ------------- | ------------ | -------- |
| Niemcy (BVMI) | złota płyta  |          |